# Dukuhsembung
Dukuhsembung is een bestuurslaag in het regentschap Tegal van de provincie Midden-Java, Indonesië. Dukuhsembung telt 2909 inwoners (volkstelling 2019).